# Antonio Saverio Gentili
Antonio Saverio Gentili (ur. 9 lutego 1681 w Rzymie, zm. 13 marca 1753 tamże) – włoski kardynał.

## Życiorys
Urodził się 9 lutego 1681 roku w Rzymie, jako syn Nicoli Ottaviano Gentiliego i Teresy Durso. Studiował na La Sapienzy, gdzie uzyskał doktorat utroque iure. Po studiach został referendarzem Najwyższego Trybunału Sygnatury Apostolskiej i audytorem Kamery Apostolskiej. 1 stycznia 1727 roku przyjął święcenia kapłańskie. 17 marca tego samego roku został tytularnym arcybiskupem Petry, a sześć dni później przyjął sakrę. Następnie został asystentem Tronu Papieskiego, kanonikiem bazyliki liberiańskiej i datariuszem apostolskim (jako kardynał-prodatariusz w latach 1731–1740). 24 sierpnia 1731 roku został kreowany kardynałem prezbiterem i otrzymał kościół tytularny S. Stefano al Monte Celio. W 1736 roku został proprefektem, a rok później prefektem Kongregacji Soborowej. Wraz z kardynałami Neri Marią Corsinim i Marcello Passarim został oddelegowany do rozstrzygnięcia sporu pomiędzy Królestwem Portugalii a Stolicą Apostolską w sprawie portugalskich biskupów i zawarcia konkordatu. Misja zakończyła się sukcesem i porozumienie zostało wkrótce potem podpisane. W 1741 roku został wizytatorem apostolskim w szpitalu Santi Spirito in Sassia, gdzie spłacił zadłużenie w wysokości miliona skudów. 10 kwietnia 1747 roku został podniesiony do rangi kardynała biskupa i otrzymał diecezję suburbikarną Palestrina. Zmarł 13 marca 1753 roku w Rzymie.